# Stopperknoop
De stopperknoop is een knoop die tot doel heeft te voorkomen dat een touw of lijn door een oog schiet, of dat het laatste eindje onbedoeld uit de hand glipt. De knoop houdt het touw dus tegen.
Er bestaan verschillende stopperknopen. De meest eenvoudige is de halve knoop of halve steek. Deze kan echter vrij makkelijk slippen. De dubbele stopperknoop is sterker en dikker en wordt ook vaker gebruikt. Een variant daarop heeft een slippend eind, zodat deze makkelijk weer los gaat. De achtknoop wordt veel als stopperknoop gebruikt voor de fokkenschoot op zeilboten. Andere stopperknopen zijn de stopper van Ashley en de stuwadoorsknoop.

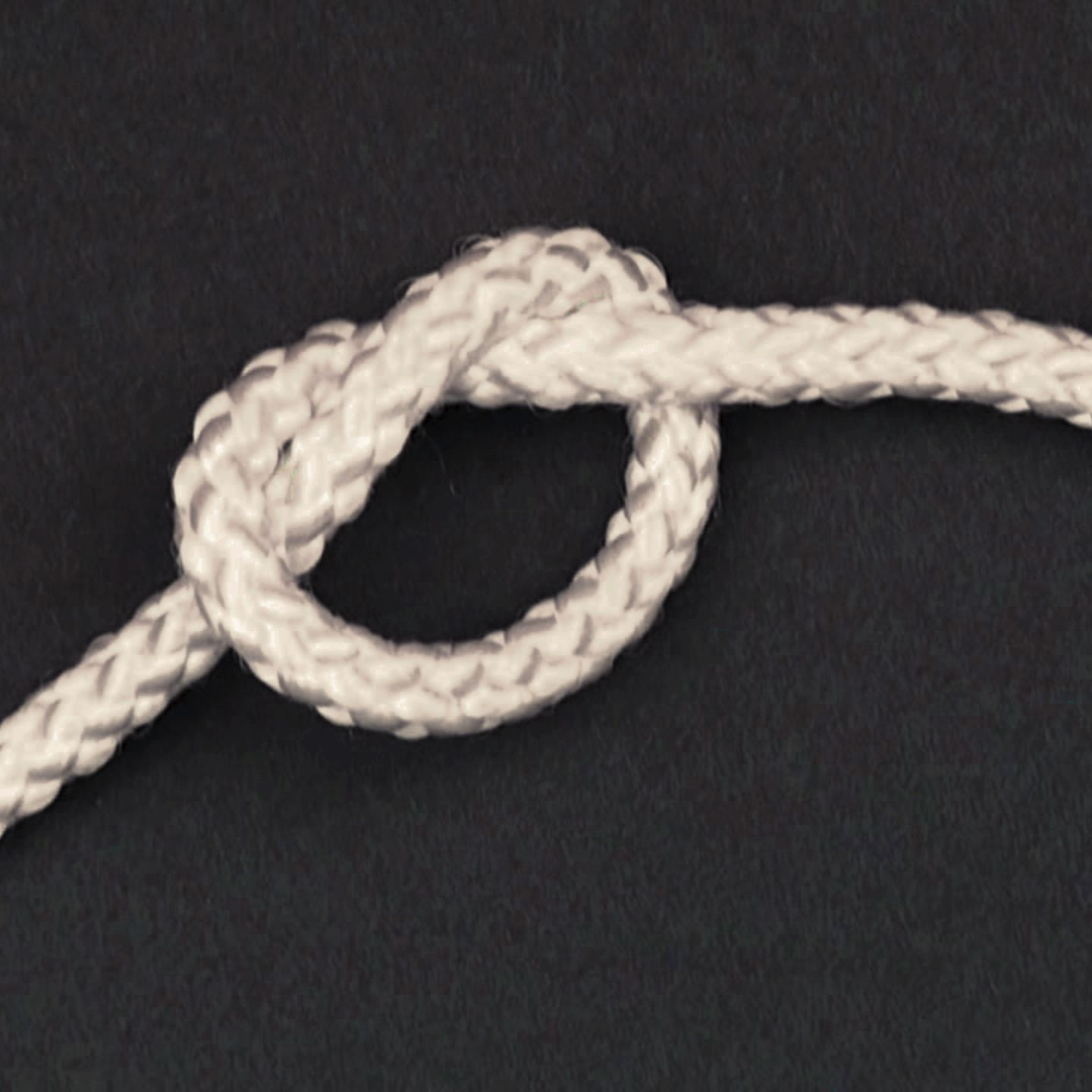
Halve knoop
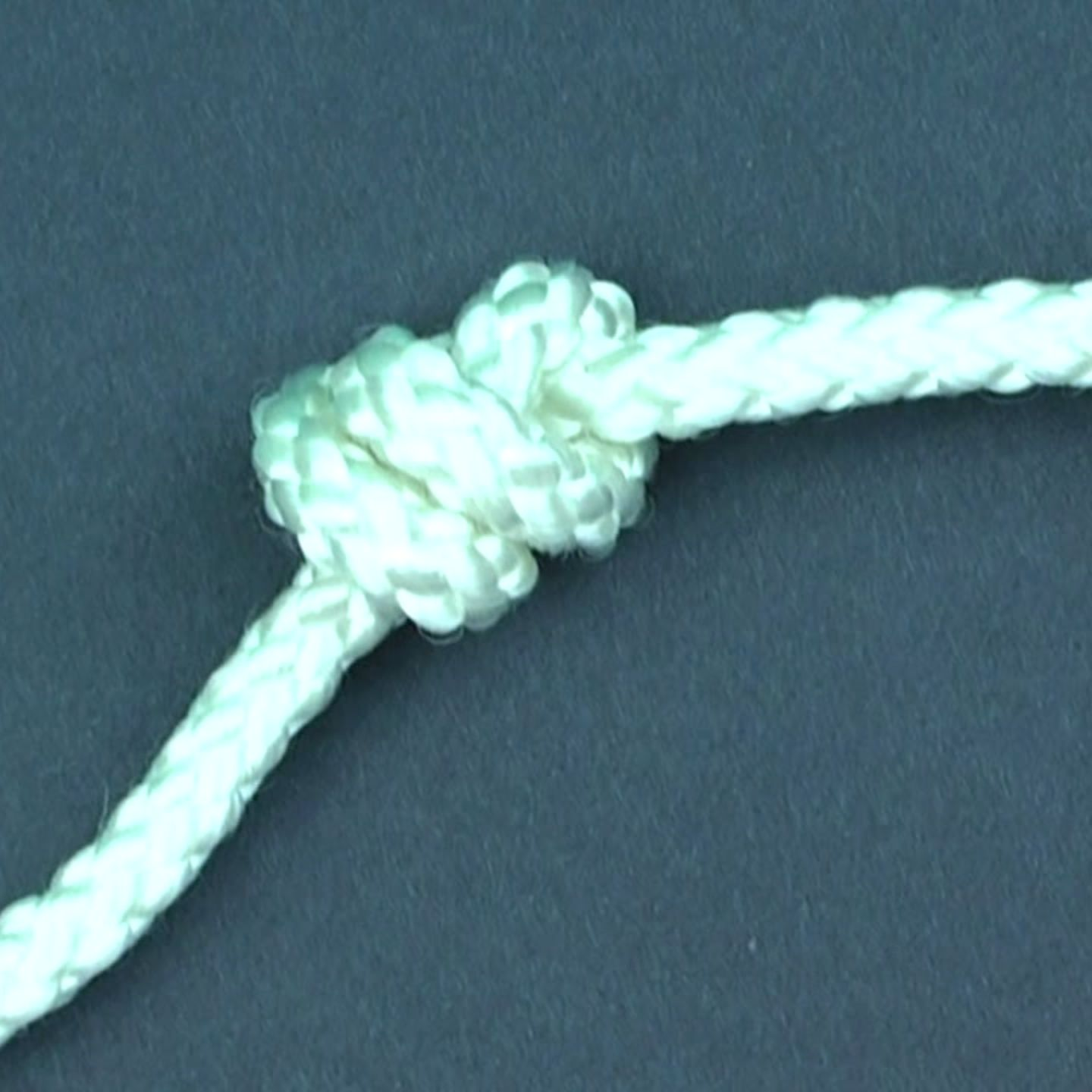
Dubbele stopperknoop
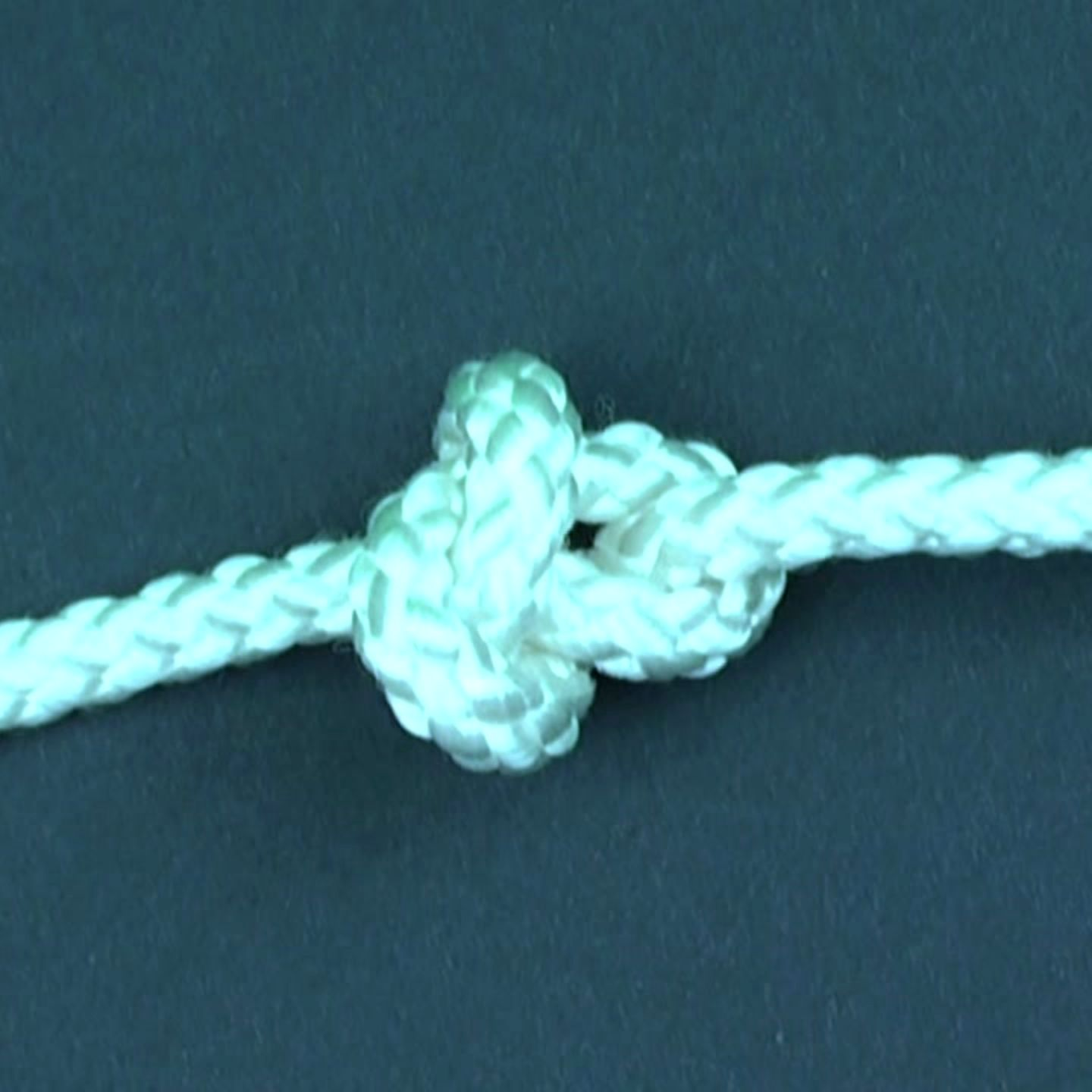
Stopper van Ashley
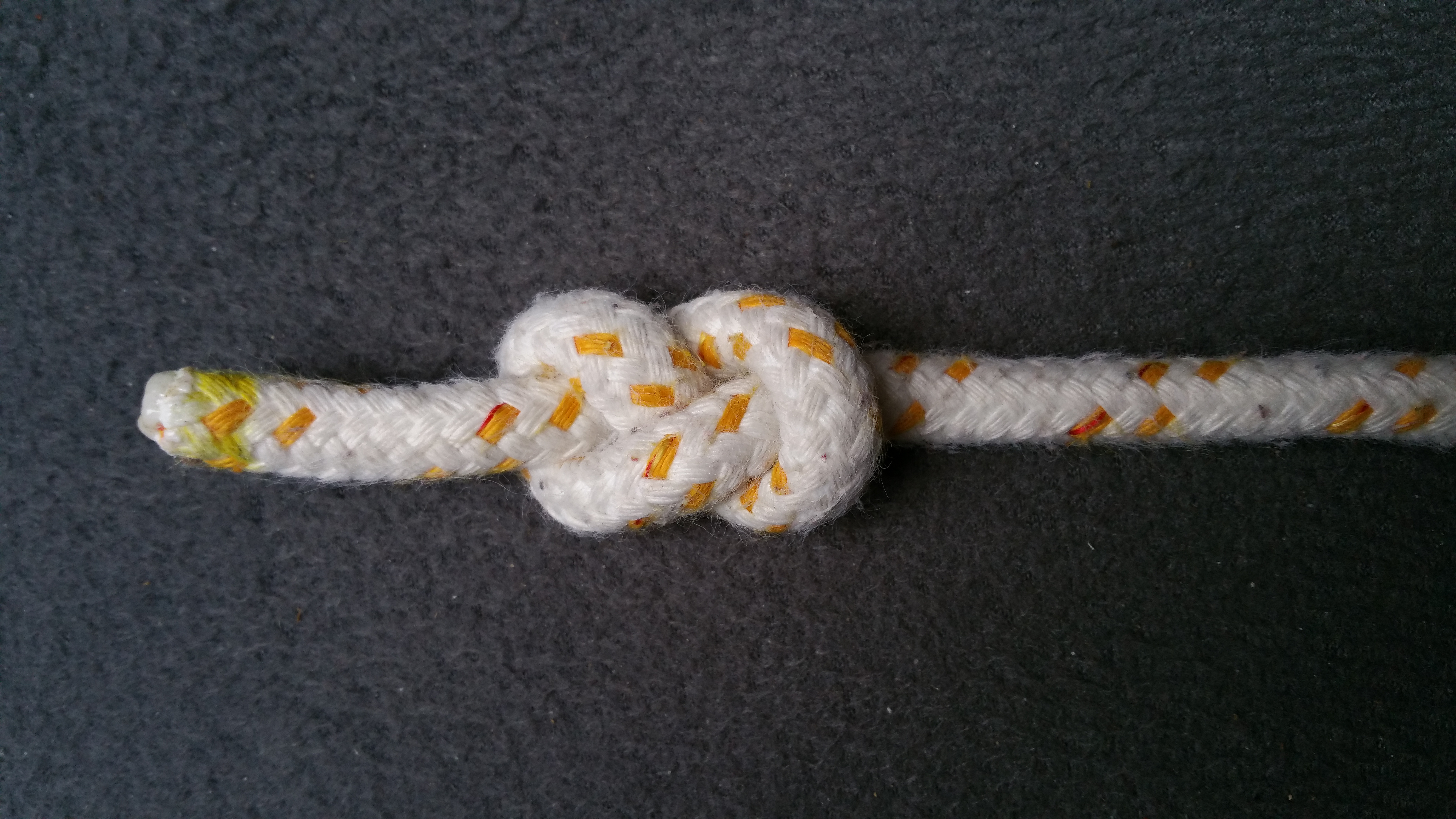
Achtknoop
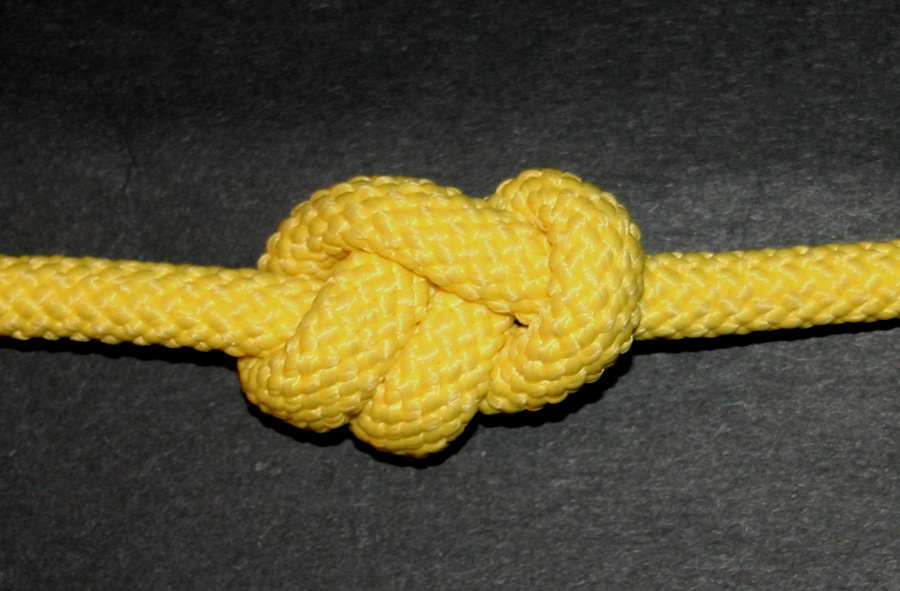
Stuwadoorsknoop